# Моника Никулеску
Моника Никулеску (на румънски: Monica Niculescu) е професионална тенисистка от Румъния. Започва кариерата си през 2002 г. Нейната по-малка сестра Габриела Никулеску също е тенисистка и се очертава като една от надеждите на румънския тенис.
През 2009 г. румънската тенисистка заедно с рускинята Алиса Клейбанова печели турнира по двойки в Будапеща срещу украинките Альона и Катерина Бондаренко. Най-доброто си класиране в Световната ранглиста на женския тенис Никулеску записва през ноември 2008 г., когато достига 47-а позиция. От 2003 г. е част от националния отбор на Румъния, който представя женския тенис на „Фед Къп“. Първото си участие в турнир от Големия шлем Моника Никулеску записва на Откритото първенство на Австралия през 2008 г.